# Ori (documentário)
Ôrí é um longa metragem documental brasileiro de 1989, dirigido por Raquel Gerber.

## Produção e lançamento
Narrado pela historiadora e militante Maria Beatriz Nascimento, o longa-metragem de 93' retrata entre 1977 e 1988, as atividades do movimento negro nos estados de São Paulo, Minas Gerais e Alagoas, conectando as pautas políticas e culturais com as tradições de países como Senegal, Mali e Costa do Marfim, localizados na África Ocidental. 
A obra, a partir de pesquisa iniciada por Raquel Gerber em 1973 e filmagens realizadas a partir de 1977, traça um panorama de um documento – história sobre os Movimentos Negros no Brasil nas décadas de 1970 e 1980, enquanto acompanha a trajetória de Beatriz Nascimento em sua busca por identidade por meio do estudo dos quilombos como espaços de resistência cultural e luta, da África do século XV ao Brasil do século XX. Este mergulho histórico também revela a presença dos povos bantus nas Américas e destaca Zumbi dos Palmares como um símbolo de resistência e herói civilizador.
Ôrí teve sua estreia internacional em 4 de março de 1989, no Festival Panafricano de Cinema e Televisão de Ouagadougou em Burquina Fasso, onde recebeu o prêmio Paul Robeson para filmes produzidos fora do continente africano. No Brasil, estreou em novembro de 1989 no então Cine Arte 1, do Conjunto Nacional, em São Paulo. 

## Premiações
- llème Festival Panafricain du Cinéma et de la Télévision de Ouagadougou-Burkina Faso / March-89. Prix Paul Robeson de la Diaspora
- 35th Robert Flaherty Seminar – New York – USA – August-89
- 5º Festival Internacional de Cinema de Tróia – Portugal. Prize Costa Azul (Section: Man and Nature) – June-89
- Festival de Cinema Texaco – Curitiba/Brasil. Prêmio Especial do Juri – September-89
- Birmingham Film and Television Festival – England – September/October-89
- Yamagata International Documentary Film Festival 89 – Japan – October-89 (15 Best Documentaries in the World Centennial of the City of Yamagata)
- Women in Film Festival – Califórnia/Los Angeles-USA – October-89
- Festival International du Film Documentaire NYON – Switzerland – October-89
- 34ª Semana Internacional do Cine de Valladolid – Spain – October-89
- 33rd London Film Festival – England – November-89
- Journées Cinématographiques D’Amiens/9ème Festival Internacional du Film-France – November-89
- Festival Internacional de Cine de Canárias – Puerto de La Cruz Tenerife-November-89
- 32nd Internacional Leipzig Documentary and Short Film Festival for Cinema and Television – DDR – November-89
- An Internacional Women of Colour and Third World Women Film/Video Festival and Symposium-In Visible Colour-Vancouver-Canada – November-89
- International Documentary Film Festival – Amsterdam The Netherlands December-89
- National Black Programming Consortium – Prized Pieces 89 – Honorable Mention for Documentary – Columbus/Ohio – USA
- On Screen: A Celebration of Women in Film – San Francisco/California-Junuary/90
- Bombay Internacional Film Festival for Documentary & Short Films – India March/90
- IPN – Institut des Peuples Noirs – Ouagadougou/Burkina Faso 7 au 10 April/90
- The 33rd San Francisco International Film Festival – San Francisco/California – Category Special Jury Award Film Video in the Golden Gate Awards Competition – May/90.
- 2ème Festival du Film Caribéen – Images Caraïbes – Fort de France Martinique June/90
- Indian Summer World Festival of Aboriginal Motion Pictures – Alberta Canada September/90
- International Documentary Film Festival 1990 – Viena/Austria – October-90
- Taipei Internacional Film Exhibition-Festival Film of the Library of the Motion Picture Development Foundation R.C. China – December/90
- 2º Festival Cine San Juan – Cine/Video de La Cuenca Del Caribe – October-90
- 3ème Atelier International d`Anthropologie Visuelle-IMEREC/ Institut Meditèrranéen de Recherche et de Création-Marseille-France – June/91
- 12ème Festival Panafricain du Cinéma et la Télévision de Ouagadougou, Fespaco-91 – Burkina Faso – February/91 - Mention Spéciale du Prix de l’Institut des Peuples Noirs – I.P.N.
- Primer Encuentro de Culturas Afro-Americanas de Buenos Aires – Argentina – August/91
- 3ème Fête des Musique de Campagne de La Caraibe, Office Municipal de la Culture du Marin – Colloque International Syncretismes Religieux Afro_Amérique Martinique – August/91
- “Screenings Donostia” – San Sebastian – Spain – September/91
- Vth Parnu International Visual Antropology Festival – Parnu Estonia – October/91
- Le Fespaco à Paris – Images D’Ailleurs (First Permanent Cinema Center for Black Culture in Paris) – France – September-October-91
- IMZ/RTP “World Music” Screenings Seminar – Lisbon-Portugal – October-91
- Media Wave International Art Festival – Gyor Hungary – April/92
- The Pan African Film Festival – Los Angeles – USA – October-92
- IV Festival Americano de Cine de Los Pueblos Indigenas – Clacpi Cuzco – Lima – 18/26 June/92
- Encuentro International de Jóvenes Club L’ÉTAGE – Bogotá/Colombia July-93
- Projeto Axé Brasil – Nijinsky Arts International – Berlin – 7/10 – September 94